# Cycas collina
Cycas collina — вид голонасінних рослин класу саговникоподібні (Cycadopsida).
Етимологія: від латинського collinus, «що відносяться до пагорбів», від появи на середніх і великих висотах.

## Опис
Стовбури безстебельні, 10–14 см діаметром у вузькому місці; 2–5 листків у кроні. Листки темно-зеленого, напівглянсові, завдовжки 180–330 см. Пилкові шишки вузько-яйцевиді або веретеновиді, жовті, 25–35 см, 7–9 см діаметром. Мегаспорофіли 8–14 см завдовжки, жовто-повстяні. Насіння яйцеподібне.

## Поширення, екологія
Країни поширення: Китай (Юньнань); В'єтнам. Записаний від 400 до 900 м над рівнем моря. Зустрічається у вічнозелених або частково листопадних лісах або рідколіссях або бамбукових заростях на крутих схилах гірських хребтів. Деякі рослини зустрічаються у захищеніших місцях в глибокій тіні у високих закритих вічнозелених лісах. Субстрати варіюються від червоних глинистих ґрунтів на вапняках до суглинних ґрунтів на мета-відкладеннях.

## Загрози та охорона
Хоча його середовище проживання постійно скорочується, багато популяцій втрачається. Розчищення місця проживання для сільськогосподарських цілей вплинуло на деякі групи населення. Цей вид не є популярним серед колекціонерів.